# Thomas West, IX barone De La Warr
Thomas West, IX barone De La Warr e VI barone West (1475 – 1554), successe nel titolo all'età di 50 anni. Era figlio di Thomas West, VIII barone De La Warr e Lady Elizabeth Mortimer.

## Biografia
Egli venne insignito dell'onorificenza di cavaliere dell'Ordine della Giarrettiera nel 1549 dopo aver combattuto in Francia. Non avendo avuto figli, passò la sua discendenza a suo nipote William, ma essendo rimasto vittima di un tentativo di avvelenamento, venne incriminato suo nipote William. Quando Thomas morì, il titolo passò in sospensione, tramite le sorelle, al fratellastro sir Owen West.  
La baronia De La Warr (ma non quella West) venne ricreata nella persona di William, l'avvelenatore, e nella nuova creazione fu permessa l'originale precedenza. L'elenco generale dei pari d'Inghilterra sembra indicare che l'antica baronia De La Warr sia di fatto andata estinta o unita. Non vi sono dubbi sullo stato della baronia di West passata in sospensione a sir Owen West.  